# Kuliki (rejon brzostowicki)
Kuliki (biał. Кулікі) – wieś w rejonie brzostowickim obwodu grodzieńskiego Białorusi, dawniej okolica szlachecka.
Wieś szlachecka położona była w końcu XVIII wieku  w powiecie grodzieńskim województwa trockiego. 
Podlegała pod jurysdykcję sądu pokoju w Indurze oraz sądu okręgowego w Grodnie. Znana przynajmniej od XVI w. jako osada szlachecka (ród Kulikowskich). W połowie XIX wieku zamieszkiwana przez rodziny Kulikowskich, Jodkowskich, Zaniewskich, Tołoczków, Cydzików, Pułjanowskich, Siezieniewskich i Kołontajów. W II Rzeczypospolitej osada wiejska w woj. białostockim, w pow. grodzieńskim, w gminie Wielkie Ejsymonty. Według danych z okresu międzywojennego liczyła około 27 domów. Większość rodzin (Kulikowscy, Eysymont, Zaniewscy) zajmowała się uprawą roli. We wsi działały dwa zakłady kowalskie i jeden zakład szewski.
W latach 1945–1959 większość polskich mieszkańców została wypędzona w ramach dwóch wielkich fal przesiedleń w granice nowej Polski.